# Jerzy Wiktor Zaniewski
Jerzy Wiktor Zaniewski (ur. 9 października 1891 w Sokalu, zm. ?) – podpułkownik artylerii Wojska Polskiego, kawaler Orderu Virtuti Militari.

## Życiorys
Urodził się 9 października 1891 w Sokalu jako syn Jana. 
W czasie I wojny światowej walczył w szeregach cesarsko-królewskiej Obrony Krajowej. Jego oddziałem macierzystym był Pułk Artylerii Polowej Nr 43. Na stopień chorążego został mianowany ze starszeństwem z 1 lipca 1917.
Po odzyskaniu przez Polskę niepodległości 1918 został przyjęty do Wojska Polskiego. Uczestniczył w wojnie polsko-ukraińskiej i wojnie polsko-bolszewickiej w szeregach 1 pułku artylerii polowej Lwów (przemianowanym w styczniu 1919 na 4 pułk artylerii polowej, a w czerwcu tego roku na 5 Lwowski pułk artylerii polowej). Został odznaczony Orderem Virtuti Militari i Krzyżem Walecznych. 9 września 1920 został zatwierdzony z dniem 1 kwietnia 1920 w stopniu kapitana, w artylerii, w grupie oficerów byłej armii austro-węgierskiej. Pełnił wówczas służbę w Szkole Podchorążych Artylerii w Poznaniu. W następnym roku w dalszym ciągu pełnił służbę w Szkole Podchorążych Artylerii w Poznaniu, a jego oddziałem macierzystym był 1 pułk artylerii polowej Legionów.
Został awansowany do stopnia kapitana artylerii ze starszeństwem z dniem 1 czerwca 1919. W latach 20. pozostawał oficerem 5 pułku artylerii polowej we Lwowie. Awansowany do stopnia majora artylerii ze starszeństwem z dniem 15 sierpnia 1924 w 1924 jako oficer nadetatowy lwowskiego pułku służył w Szefostwie Artylerii i Służby Uzbrojenia Dowództwa Okręgu Korpusu Nr VI we Lwowie. W 1928 był kwatermistrzem 5 pułku artylerii polowej. W marcu 1930 został przeniesiony do 21 pułku artylerii polowej w Białej na stanowisko dowódcy III dywizjonu. W sierpniu 1931 został przeniesiony do 14 pułku artylerii polowej w Poznaniu na stanowisko zastępcy dowódcy pułku. Został awansowany do stopnia podpułkownika artylerii ze starszeństwem z dniem 1 stycznia 1932. W czerwcu 1934 został przeniesiony na stanowisko rejonowego inspektora koni Gródek Jagielloński, a we wrześniu tego samego roku został przeniesiony na stanowisko rejonowego inspektora koni Sambor.
Jego żoną była Modesta, zmarła jako wdowa 23 grudnia 1969 i pochowana w Londynie.

## Ordery i odznaczenia
- Krzyż Srebrny Orderu Virtuti Militari[20]
- Krzyż Walecznych (czterokrotnie)
- Złoty Krzyż Zasługi (17 marca 1930)[21]